# Sexualities
Sexualities é uma revista acadêmica bimestral revista por pares sobre estudos de gênero. Foi criada em 1998 por Ken Plummer para a SAGE Publishing. Seus editores-chefe são Feona Attwood, Travis S. K. Kong e Roisin Ryan-Flood.

## Resumo e indexação
A revista é resumida e indexada por Scopus, Social Sciences Citation Index e Google Scholar, além de outras bases de dados. Em 2024, seu fator de impacto era de 1.5, com a média em  5 anos de 1.8.